# Zosteria claudiana
Zosteria claudiana là một loài ruồi trong họ Asilidae. Zosteria claudiana được Daniels miêu tả năm 1987. Loài này phân bố ở miền Australasia.